# La Fresnais
Pour les articles homonymes, voir Fresnay.
La Fresnais est une commune française située dans le département d'Ille-et-Vilaine en région Bretagne, entre Dol-de-Bretagne et Saint-Malo. Elle est peuplée de 2 508 habitants.

## Géographie
| Saint-Benoît-des-Ondes |             | Hirel         |
| La Gouesnière          | La Fresnais |               |
| Saint-Guinoux          | Lillemer    | Roz-Landrieux |

### Relief et hydrographie

#### Le risque de submersion marine
Selon un index global correspondant à l'agrégation de 5 critères effectué en 2011 par l'Observatoire National des Risques Naturels, La Fresnais est la commune de Bretagne la plus exposée au risque de submersion marine avec 100 % de sa population totale concernée et 25,79 hectares de bâti exposé au risque de submersion.

### Villages, hameaux, écarts, lieux-dits
(liste non exhaustive)
- Le Bas Autrouet - le Haut Autrouet
- Le Pont d'Atel
- La Fleuriais
- Les Quatre Croix
- Roblin
- La Pigacière
- La Renaudière
- La Cour Goujon
- La Masse
- La Cour D'Aval
- Les Quatre Vents
- Les Fauvettes
- Le Pont o Véro
- La Ville-es-Brune
- Les Terres Gabets
- La Folleville

- Le petit bouillon
- Le trochet

### Hydrographie
Pour un article plus général, voir Réseau hydrographique d'Ille-et-Vilaine.
La commune est située dans le bassin Loire-Bretagne. Elle est drainée par le Biez Jean, le canal des allemands, le biez Brilland, le biez de tontjas, le biez de la Ceinture Nord et le biez du Milieu,,.
Le Biez Jean, d'une longueur de 30 km, prend sa source dans la commune de Lourmais et se jette  dans la baie du Mont-Saint-Michel en limite de Saint-Benoît-des-Ondes et de Hirel. 

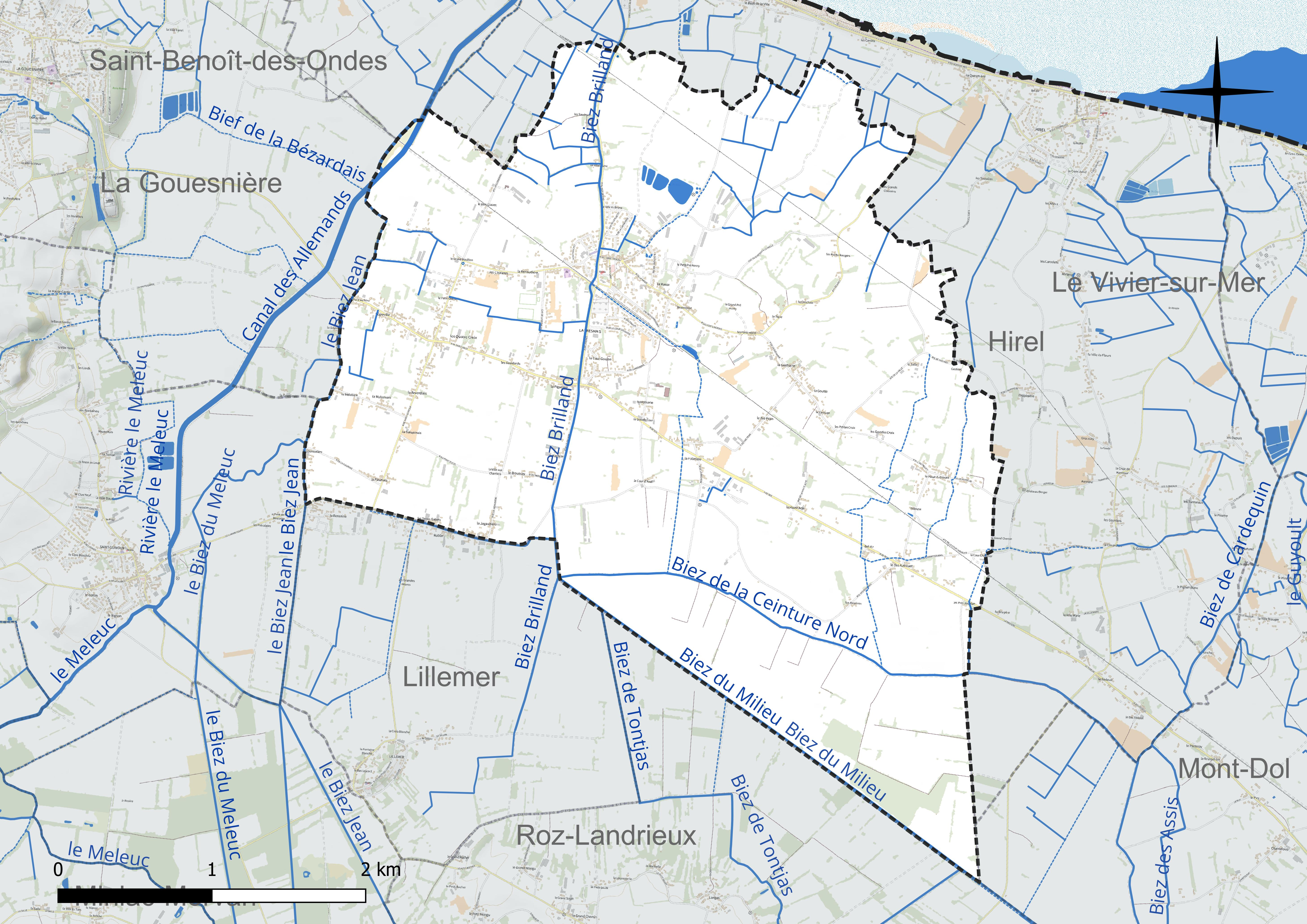
Réseau hydrographique de la Fresnais.

### Climat
Pour des articles plus généraux, voir Climat de la Bretagne et Climat d'Ille-et-Vilaine.
En 2010, le climat de la commune est de type climat océanique franc, selon une étude du CNRS s'appuyant sur une série de données couvrant la période 1971-2000. En 2020, Météo-France publie une typologie des climats de la France métropolitaine dans laquelle la commune est exposée à un climat océanique et est dans la région climatique  Bretagne orientale et méridionale, Pays nantais, Vendée, caractérisée par une faible pluviométrie en été et une bonne insolation. Parallèlement l'observatoire de l'environnement en Bretagne publie en 2020 un zonage climatique de la région Bretagne, s'appuyant sur des données de Météo-France de 2009. La commune est, selon ce zonage, dans la zone « Intérieur », exposée à un climat médian, à dominante océanique.  
Pour la période 1971-2000, la température annuelle moyenne est de 11,8 °C, avec une amplitude thermique annuelle de 11,8 °C. Le cumul annuel moyen de précipitations est de 694 mm, avec 12 jours de précipitations en janvier et 6,5 jours en juillet. Pour la période 1991-2020, la température moyenne annuelle observée sur la station météorologique la plus proche, située sur la commune de Pleurtuit à 16 km à vol d'oiseau, est de 11,9 °C et le cumul annuel moyen de précipitations est de 752,0 mm,. Pour l'avenir, les paramètres climatiques de la commune estimés pour 2050 selon différents scénarios d'émission de gaz à effet de serre sont consultables sur un site dédié publié par Météo-France en novembre 2022.

## Urbanisme

### Typologie
Au 1er janvier 2024, La Fresnais est catégorisée bourg rural, selon la nouvelle grille communale de densité à sept niveaux définie par l'Insee en 2022.
Elle appartient à l'unité urbaine de La Fresnais, une unité urbaine monocommunale constituant une ville isolée,. Par ailleurs la commune fait partie de l'aire d'attraction de Saint-Malo, dont elle est une commune de la couronne,. Cette aire, qui regroupe 35 communes, est catégorisée dans les aires de 50 000 à moins de 200 000 habitants,.

### Occupation des sols
L'occupation des sols de la commune, telle qu'elle ressort de la base de données européenne d'occupation biophysique des sols Corine Land Cover (CLC), est marquée par l'importance des territoires agricoles (86,2 % en 2018), une proportion sensiblement équivalente à celle de 1990 (86,8 %). La répartition détaillée en 2018 est la suivante : 
terres arables (41,4 %), zones agricoles hétérogènes (35,1 %), zones urbanisées (13,8 %), prairies (9,7 %). L'évolution de l'occupation des sols de la commune et de ses infrastructures peut être observée sur les différentes représentations cartographiques du territoire : la carte de Cassini (XVIIIe siècle), la carte d'état-major (1820-1866) et les cartes ou photos aériennes de l'IGN pour la période actuelle (1950 à aujourd'hui).

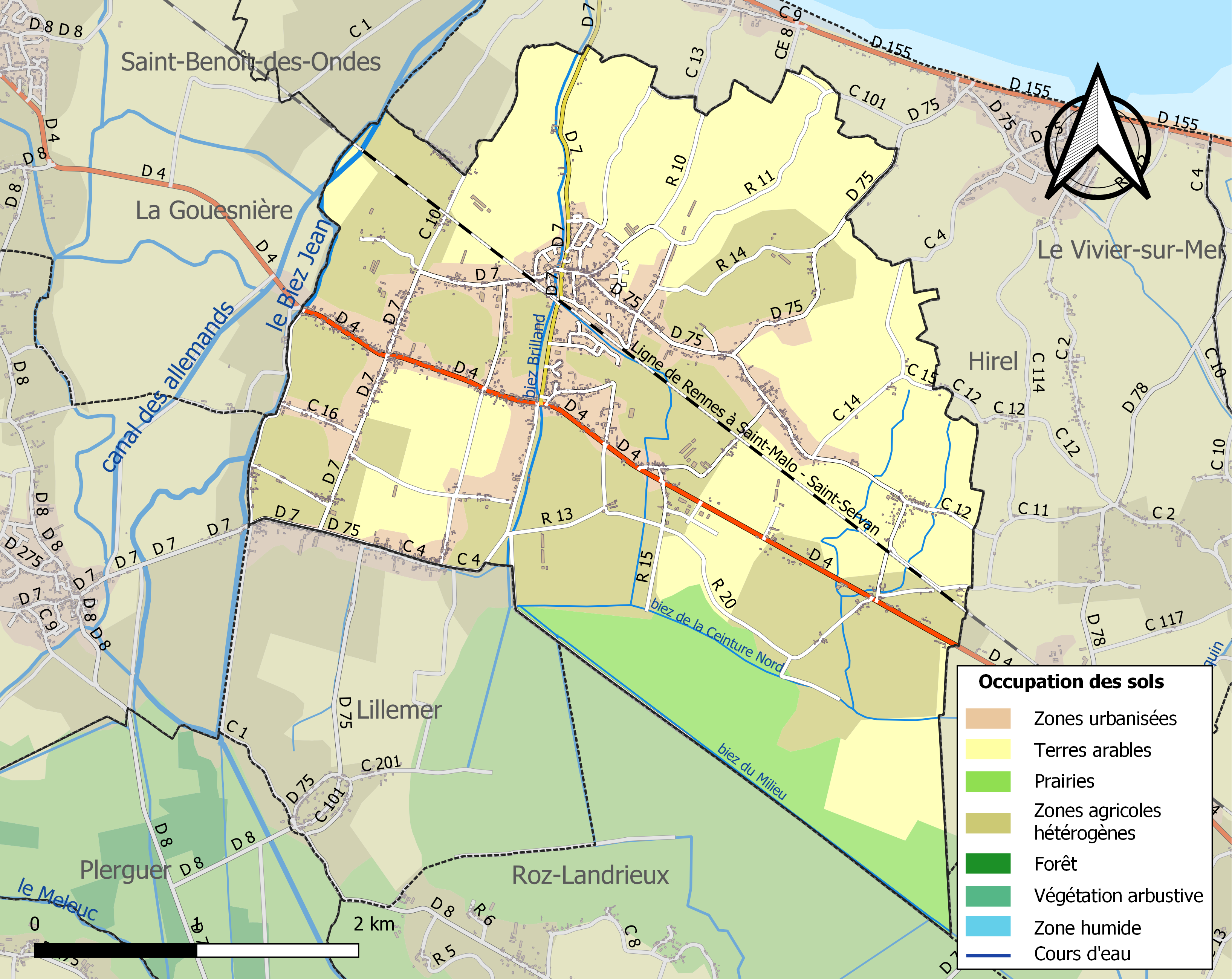
Carte des infrastructures et de l'occupation des sols de la commune en 2018 (CLC).

## Toponymie
Le nom de la localité est attesté sous les formes Fraxinetum en 1080, Fraxinaria en 1130, Fresneia en 1238, Freneya en 1319, La Fresnaye en 1513.
La Fresnais désigne un lieu planté de frênes.
La Frenae en gallo.
Le gentilé est Fresnaisien, Fresnaisienne.

## Histoire
La paroisse de La Fresnais faisait partie du doyenné de Dol relevant de l'évêché de Dol et avait pour vocables Saint-Méen et Sainte-Croix.
L'abbaye Notre-Dame du Tronchet y possédait des biens.

## Démographie

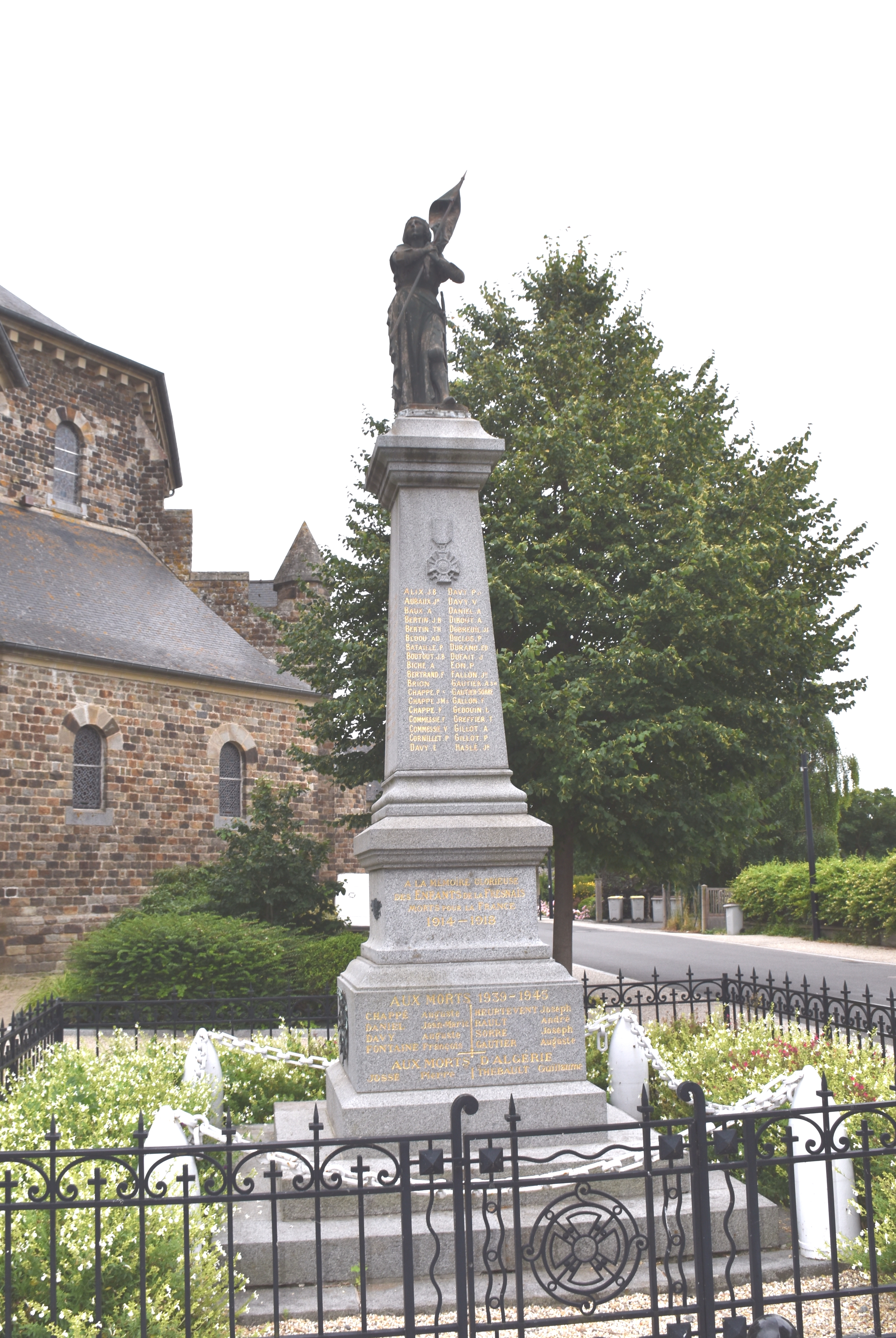
Le monument aux morts.

L'évolution du nombre d'habitants est connue à travers les recensements de la population effectués dans la commune depuis 1793. Pour les communes de moins de 10 000 habitants, une enquête de recensement portant sur toute la population est réalisée tous les cinq ans, les populations de référence des années intermédiaires étant quant à elles estimées par interpolation ou extrapolation. Pour la commune, le premier recensement exhaustif entrant dans le cadre du nouveau dispositif a été réalisé en 2006.
En 2022, la commune comptait 2 508 habitants, en évolution de −1,03 % par rapport à 2016 (Ille-et-Vilaine : +5,46 %, France hors Mayotte : +2,11 %).
| 1793  | 1800  | 1806  | 1821  | 1831  | 1836  | 1841  | 1846  | 1851  |
| ----- | ----- | ----- | ----- | ----- | ----- | ----- | ----- | ----- |
| 1 313 | 1 444 | 1 633 | 1 774 | 1 821 | 1 817 | 1 862 | 1 956 | 1 976 |

| 1856  | 1861  | 1866  | 1872  | 1876  | 1881  | 1886  | 1891  | 1896  |
| ----- | ----- | ----- | ----- | ----- | ----- | ----- | ----- | ----- |
| 1 961 | 1 989 | 2 086 | 2 149 | 2 227 | 2 267 | 2 225 | 2 215 | 2 088 |

| 1901  | 1906  | 1911  | 1921  | 1926  | 1931  | 1936  | 1946  | 1954  |
| ----- | ----- | ----- | ----- | ----- | ----- | ----- | ----- | ----- |
| 2 080 | 2 099 | 2 059 | 1 814 | 1 809 | 1 743 | 1 717 | 1 586 | 1 571 |

| 1962  | 1968  | 1975  | 1982  | 1990  | 1999  | 2006  | 2011  | 2016  |
| ----- | ----- | ----- | ----- | ----- | ----- | ----- | ----- | ----- |
| 1 598 | 1 652 | 1 649 | 1 778 | 1 955 | 1 948 | 2 092 | 2 235 | 2 534 |

| 2021  | 2022  | - | - | - | - | - | - | - |
| ----- | ----- | - | - | - | - | - | - | - |
| 2 527 | 2 508 | - | - | - | - | - | - | - |

## Lieux et monuments

L'église de La Fresnais.

### École publique
L'école publique de la Fresnais se situe au 2 impasse du Pont aux Prêtres. Le nom de la rue fait référence à l'ancien pont qui existait ainsi qu'au presbytère.
Avant d'être une école, c'était une mairie puis une salle des fêtes. En 1840, la mairie acquiert une partie du jardin du presbytère pour bâtir une école ainsi qu'une mairie. Jusqu'en 1860, l'école était une école de garçons. 60 élèves la fréquentaient alors. L'école des filles se situait au niveau de l'actuelle bibliothèque.
En 1879, l'école devient trop petite. Aussi, la municipalité décide de bâtir une extension pour une seconde classe. Vers 1883, on fait construire le mobilier pour cette classe. Les pierres du mur de l'ancien cimetière serviront à édifier le préau vers 1890.
D'autres aménagements et travaux suivront, notamment en 1989, 2008 et 2016-2017.
Le premier instituteur connu se nommait Louis Pierre Jacques Bedel. 

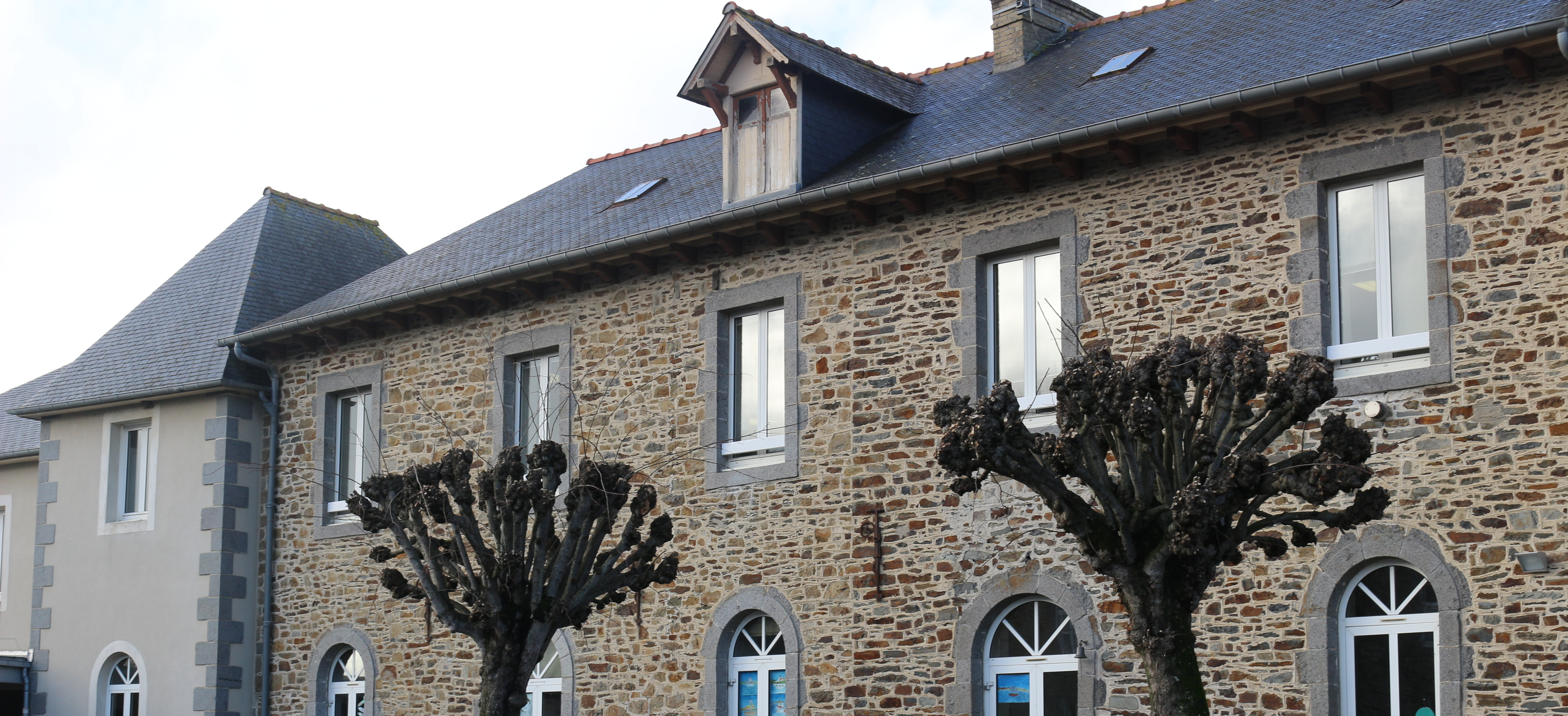

Pour l'année scolaire 2017-2018, l'école a un effectif de 206 élèves, répartis dans 8 classes avec 13 enseignantes. La directrice actuelle est Mme Bricout, en poste depuis 1990.                                          
- Église Saint-Méen-et-Sainte-Croix, édifice romano-byzantin construit entre 1889 et 1901 par l'architecte Arthur Regnault.

## Personnalités liées à la commune
- Armand-Sigismond de Sérent (1762 – 1796 à La Fresnais), militaire et homme politique du XVIIIe siècle.
- Raymond Madigou (né en 1941 à La Fresnais, lieu-dit le Haut Autrouet[réf. nécessaire]), auteur du livre Politiquement incorrect.
- Jean Lavoué (1955 - 2024), poète et essayiste français.